# A részeg angyal
A részeg angyal (醉いどれ天使; Hepburn: Yoidore Tenshi) 1948-ban készült japán jakuza film, amit Kuroszava Akira rendezett. Kuroszava tizenhat másik alkotása közül az első, amelyet a színész Mifune Tosiróval együttműködve forgatott.

## A cselekmény
Szanada (Simura Takasi) egy alkoholista orvos, a részeg angyal, a II. világháború utáni Japánban aki egy Macunaga (Mifune Tosiró) nevezetű, fiatalabb kispályás gengsztert lát el, miután a bűnöző fegyverharcot vívott egy rivális alakulattal. Az orvos gümőkórral diagnosztizálja Macunaga-t. Ráveszi, hogy megkezdjék kezelését, ezért le kell, hogy álljon az alkoholizálással és a nőzéssel. Kettejük között egy nehézkes barátság alakul ki, mely egészen addig tart míg Macunaga volt főnöke, Okada, ki nem szabadul a börtönből, aki egyben az orvos asszisztensnőjének korábbi erőszakos barátja is volt, most pedig újból át akarja venni az uralmat bandája fölött. Eközben a doktor más betegeit is kezeli, melyek közül egyik páciense, aki csakugyan mint Macunaga, tuberkulózisban szenved – felépülni látszik abból.
Macunaga később nem követi tovább a doktor utasítását, visszatér az ivászathoz és éjszakai bárokba jár Okada-val. Idővel Macunaga rájön, hogy Okada nem a barátja igazából amikor is megfenyegeti az orvost Szanada-t, hogy megöli ha nem árulja el neki asszisztense hollétét. Később Macunaga kihallja jakuza főnöke beszélgetését Okadával, kitervelik hogy mint egy sakkfigurát feláldozzák Macunagát a rivális csoport ellen.
Amikor az orvos elhagyja házát, hogy Okada-t a rendőrségen feljelentse Macunaga kioson , hogy konfrontálja Okada-t. Volt főnöke sikerrel elcsábította Macunaga barátnőjét Nanae-t aki egészsége miatt hagyta el őt. Az ezt követő késharcban Macunaga meghal. Egy helyi boltos nő, aki érzelmeket táplált Macunaga iránt, hamvait farmján tervezi eltemetni, ahol felajánlotta, hogy együtt éljenek. Ugyanekkor a részeg angyal megtudja, hogy egyik fiatal betege aki tanácsait követte teljesen kigyógyult a tuberkulózisból.

## Szereplők
- Simura Takasi – Szanada doktor
- Tosiró Mifune – Macunaga
- Jamamoto Reiszaburo – Okada
- Kogure Micsijo – Nanae
- Nakakita Csieko – Mijo nővér
- Sindó Eitaró – Takahama
- Szengoku Noriko – Dzsin
- Kaszagi Sizuko – énekes
- Maszao Shizuko – Ojabun
- Kuga Josiko – iskoláslány

## Gyártás
Miközben színészt keresett Macunaga szerepére, Kuroszava-t értesítette egy rendező Mifune-ről akit ekkor egy másik film szerepére hallgattak meg, ahol egy mérges karaktert kellett játszania. Kuroszava annyira elámult Mifune játékától, hogy végül ő játszotta Macunaga szerepét. A film Criterion Collection DVD-jén, a japán film tudós Donald Richie így nyilatkozott: Kuroszava-t nagyon lenyűgözte Mifune mozgékonysága és a „macska-szerű” mozdulatai, melyek meghallgatásán is láthatóak voltak.
A cenzúra problémák a „Részeg Angyal” cím miatt, egy kiegészítő dokumentumfilmben részletezve vannak a dán film tudós: Lars-Martin Sorensen által, mely a film Criterion Collection DVD kiadásán található – Kurosawa and the Censors címen. A Japán amerikai megszállása közben készült és bemutatott Részeg Angyal című filmjáték, az akkori cenzúrának megfelelően jelenhetett csak meg, melyet az Egyesült Államok kormánya szabályozott. A cenzúra bizottság nem engedélyezte sem a megszállás kritizálsát, megjelenítését.
Kuroszava a cenzúra ellenére is sikeresen beleillesztett pár hivatkozást a megszállásra vonatkozóan, mindegyikkel negatívan jellemezve azt. A film nyitó jelenete engedély nélküli prostituáltat mutat, úgynevezett „pan pan” lányokat, akik az amerikai katonáknak nyújtották szolgálataikat. A gengszterek és barátnőik mind nyugatias hajviseletűek és öltözködésűek. Kuroszava-nak nem engedélyezték, hogy kiégett házat jelenítsen meg ebben a feketepiac nyomornegyed berendezkedésben, ennek ellenére megjelenített egy mérgező mocsarat a negyed közepén. Az angol feliratok használata sem volt engedélyezett, ennek ellenére a piacban található boltok feliratán láthatunk erre példát.A tánc jelenet az éjjeli klubban, A („Jungle Boogie”, című Kaszagi Sizuko által énekelt) művet hallhatjuk eredeti kompozíciójában, Kurosawa dalszövegével, kifigurázva az amerikai jazz zenét. A cenzúra bizottság képtelen volt ezeket a cenzúra áthidalásokat észrevenni, a túlmunka és a kevés létszám miatt.

## Zene
Kuroszava a zenét használta, hogy kontrasztolja az éppen látható jelenet kontextusát. Ez különösen megfigyelhető amikor is J.E. Jonasson „The Cuckoo Waltz” című művét alkalmazta forgatás közben, mikor Kuroszava apja meghalt. Mikor szomorú volt, meghallotta az imént említett zenét a háttérben, mire a szeszélyes muzsikától még depressziósabb lett.
Kuroszava úgy döntött, hogy ugyanezt a módszert alkalmazza filmjében, mikor Macunaga élete legmélyebb pontját érte el, amikor is rájött, hogy csak kihasználják. Kuroszava a hangért felelős személyzetet megbízta azzal, hogy ugyanazt a felvételt találják meg melyet apja halálakor hallott és a zene elején hallható hangszeres részt játsszák el ismétlődően a jelenetben, melyben Macunaga a sétán utcál, miután otthagyta főnökét.[3] Kuroszava, Okada nyitó jelenetében azt tervezte, hogy a karakter gitáron játszaná a Mack the Knife című dalt, ami eredetileg „Die Moritat von Mackie Messer” melyet Kurt Weill komponált, szöveg pedig Bertolt Brecht írta, zene drámájukhoz a „Die Dreigroschenoper”-hez, de a cenzúra miatt nem engedélyezték, mivel semmiféle németre való, akárcsak utalást se akartak látni.

## Örökség
Mark Schilling könyvében, a The Yakuza Movie Book: A Guide to Japanese Gangster Filmsben úgy hivatkozik Kuroszava filmjére, mint az első film, amely a világháború utáni jakuzát mutatja be. Ugyanakkor megjegyezte, hogy nem követi a jakuza filmekre jellemző témavilágot.

## Fordítás
- Ez a szócikk részben vagy egészben  a   Drunken Angel című angol Wikipédia-szócikk ezen változatának fordításán alapul.  Az eredeti cikk szerkesztőit annak laptörténete sorolja fel. Ez a jelzés csupán a megfogalmazás eredetét és a szerzői jogokat jelzi, nem szolgál a cikkben szereplő információk forrásmegjelöléseként.